# باسیل کومننوس

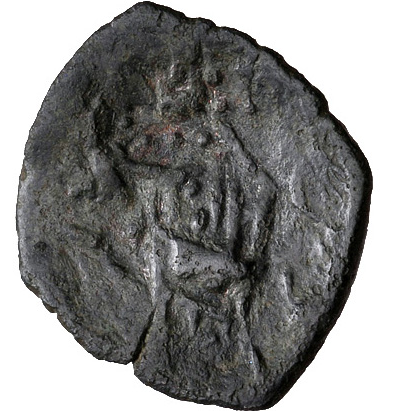
سکهٔ باسیل امپراتور ترابوزان، رو به رو ایستاده و عصای سلطنتی در دست دارد.

باسیل کومنِنوس (به یونانی: Βασίλειος Μέγας Κομνηνός)(مرگ ۶ آوریل۱۳۴۰) امپراتور ترابوزان از اوت ۱۳۳۲ تا زمان مرگش بود. باسیل کوچکترین پسر امپراتور الکسیوس دوم ترابوزان بود.
در ۱۳۳۰ (میلادی) برادر بزرگترش آندرونیکوس سوم بر تخت نشست و دو برادر دیگرش را از دم تیغ گذراند؛ پس باسیل به سوی کنستانتینوپول گریخت. پس از مرگ آندرونیکوس پسر خردسال وی مانوئل دوم را بر تخت نشاندند، ولی هواخواهان بیزانس باسیل را برای پادشاهی فراخواندند. اینچنین مانوئل کنارگذاشته‌شد و وی را به صومعه ای راندند و باسیل بر تخت نشست. باسیل دربار را از هوادارن و نزدیکان برادرش پاکسازی نمود و شورشی را که به هواداری مانوئل برپاشده‌بود را در هم شکست و برای پیشگیری از شورش‌های دیگر مانوئل را در ۱۳۳۳ کشتند.
او در ۱۳۳۵ دست به پیوند زناشویی سیاسی با خواهر امپراتور بیزانس - آندرونیکوس سوم پالایولوگوس - زد. ولی اندکسی پس از آن باسیل معشوقه‌ای یافت و از او دارای فرزندانی شد که این رویداد روابط بیزانس و ترابوزان را خراب کرد.
در زمان او ترکمانان به بیزانس تاختند ولی پس‌رانده‌شدند. او در ۶ آوریل ۱۳۴۰ مرد و گویا از سوی همسرش ایرنه پالیولوگوس -که پس از او بر تخت نشست- زهر خورانده‌شده‌باشد.